# Ptitxka
El Ptitxka (Птичка significa "ocellet" en rus) és el nom informal del segon transbordador espacial soviètic, amb el qual se l'hauria batejat una vegada complet. Es distingeix dels altres transbordadors espacials sobretot per la carcassa de metall vermell de les portes de la bodega.
La construcció d'aquest transbordador espacial fou començada el 1988. Va ser el projecte més detallat de tots els transbordadors espacials des del Buran, però mai va ser acabat. El 1993 el projecte va ser parat a causa de l'esfondrament de la Unió de Repúbliques Socialistes Soviètiques i la falta de diners resultant. Actualment el Ptitxka es troba al Kazakhstan al Cosmòdrom de Baikonur.